# 389 Directory Server
389 Directory Server (precedentemente noto come Fedora Directory Server) è un server LDAP (Lightweight Directory Access Protocol) sviluppato da Red Hat e supportato dalla comunità come parte del progetto Fedora. Il nome "389 Directory Server" è un omaggio alla porta TCP 389, la porta standard utilizzata per le comunicazioni LDAP. Questa scelta rende il nome immediatamente riconoscibile per chiunque abbia familiarità con il protocollo LDAP e con i servizi di directory in generale.
389 Directory Server supporta molti sistemi operativi, tra cui Fedora Linux, Red Hat Enterprise Linux, Debian, Ubuntu, Solaris e HP-UX 11i.  Alla fine del 2016 il progetto ha annunciato il supporto sperimentale a FreeBSD.
Il codice sorgente è distribuito sotto licenza GNU General Public License versione 3. Per quanto riguarda i plugin e gli altri componenti aggiuntivi, la situazione variegata. Alcuni potrebbero essere distribuiti sotto la stessa licenza del core, mentre altri potrebbero avere licenze diverse, come ad esempio: GPL, Apache 2.0 o Licenze proprietarie.
Red Hat distribuisce una versione commerciale del progetto denominata Red Hat Directory Server nell'ambito dei contratti di supporto per RHEL.

## Storia
389 Directory Server deriva dal progetto Slapd dell'Università del Michigan. Nel 1996, gli sviluppatori del progetto furono assunti dalla Netscape Communications Corporation e il progetto divenne noto come Netscape Directory Server (NDS). A seguito dell'acquisizione di Netscape, da parte di AOL, questa vendette la proprietà intellettuale dell'NDS a Sun Microsystems, ma mantenne diritti simili alla proprietà. Sun ha venduto e sviluppato Netscape Directory Server con il nome JES/SunOne Directory Server, ora Oracle Directory Server a seguito dell'acquisizione di Sun da parte di Oracle. I diritti di AOL/Netscape furono acquisiti da Red Hat e il 1º giugno 2005 e gran parte del codice sorgente fu distribuito come software libero secondo i termini della GNU General Public License (GPL).
A partire dalla versione 1.0 di 389 Directory Server (1 dicembre 2005), Red Hat ha distribuito come software libero tutto il codice sorgente rimanente di tutti i componenti (server di amministrazione, console, ecc.) e continua a mantenerli sotto le rispettive licenze.
Nel maggio 2009, il progetto Fedora Directory Server ha cambiato il suo nome in 389 per dare al progetto un nome neutro rispetto alla distribuzione e al fornitore incoraggiandone il porting o l'esecuzione su altri sistemi operativi.

## Caratteristiche
Questo server offre diverse caratteristiche che lo rendono una soluzione robusta e versatile per la gestione delle directory. Ecco alcune delle caratteristiche principali:
- Multi-Supplier Replication: Consente la replica multi-supplier, il che significa che è possibile scrivere su due o più server contemporaneamente con risoluzione automatica dei conflitti.
- Supporta TLS per comunicazioni sicure su rete, inclusi cifrari fino a 256-bit e l'uso di certificati per l'autenticazione.
- SASL (Simple Authentication and Security Layer): Fornisce un metodo per aggiungere supporto per l'autenticazione ai protocolli basati su connessione.
- Sincronizzazione con Microsoft Windows: Consente la sincronizzazione delle informazioni utente, gruppo e password con un controller di dominio Active Directory (2003 e 2008) e un controller di dominio NT4.
- Interoperabilità dei Dati: Supporta l'importazione e l'esportazione dei dati in vari formati, come LDIF (LDAP Data Interchange Format).
- Crittografia degli Attributi: Supporta la crittografia degli attributi per migliorare la sicurezza dei dati.
- Supporto per Plugin: Utilizza un'interfaccia plugin per aggiungere funzionalità senza dover modificare il codice principale del server.